# 29 aC

## Esdeveniments
Imperi romà
- Els pobles càntabres i àsturs fan incursions contra les tribus veïnes aliades de Roma.[1]
- Virgili comença l'Eneida
- August és consol per cinquena vegada
- Marc Licini Cras Dives II surt victoriós en les campanyes als Balcans, matant el rei de Bastarnes amb les seves pròpies mans, però se li nega el dret de l'Spolia opima per Octavi

## Necrològiques
- Mariamne I va ser executada per la dona d'Herodes el Gran. (Pot haver estat el 28 aC)
- Marc Terenci Varró: funcionari romà. (Pot haver estat el 27 aC)